# Savisaari (ö i Finland, Norra Savolax, Kuopio, lat 63,11, long 27,71)
Savisaari är en ö i Finland. Den ligger i sjön Sulkavanjärvi och i kommunen Siilinjärvi i den ekonomiska regionen  Kuopio ekonomiska region  och landskapet Norra Savolax, i den centrala delen av landet, 400 km norr om huvudstaden Helsingfors. Öns area är 2,5 hektar och dess största längd är 210 meter i nord-sydlig riktning.